# José Muñoz
José Roberto „Pepe” Muñoz Rodríguez (ur. 14 kwietnia 1983 w Morelii) – meksykański piłkarz występujący na pozycji pomocnika, trener piłkarski, od 2025 roku prowadzi Halcones.
Jego brat Moisés Muñoz również był piłkarzem.